# Isabelle Charlier
Pour les articles homonymes, voir Charlier.
 Isabelle Charlier, née le 21 septembre 1895 à Reims, où elle décède le 22 août 1974, est une artiste peintre française.

## Biographie
Elle est la fille de Victor Charlier (1866-1939) artiste peintre et de Eugénie Teutsch.
Elle suit la formation de l’École nationale supérieure des arts décoratifs de 1921 à 1926. Elle reçoit en 1926 un prix local (le prix Henri Lucas) pour ses gouaches représentant des vues de Reims pendant la première Guerre mondiale et des tapisseries de la cathédrale Notre-Dame de Reims.
Elle enseigna à l’École des beaux-arts de Reims.
Elle décède le 22 août 1974 et est inhumée au cimetière du Nord de Reims.

## Œuvres

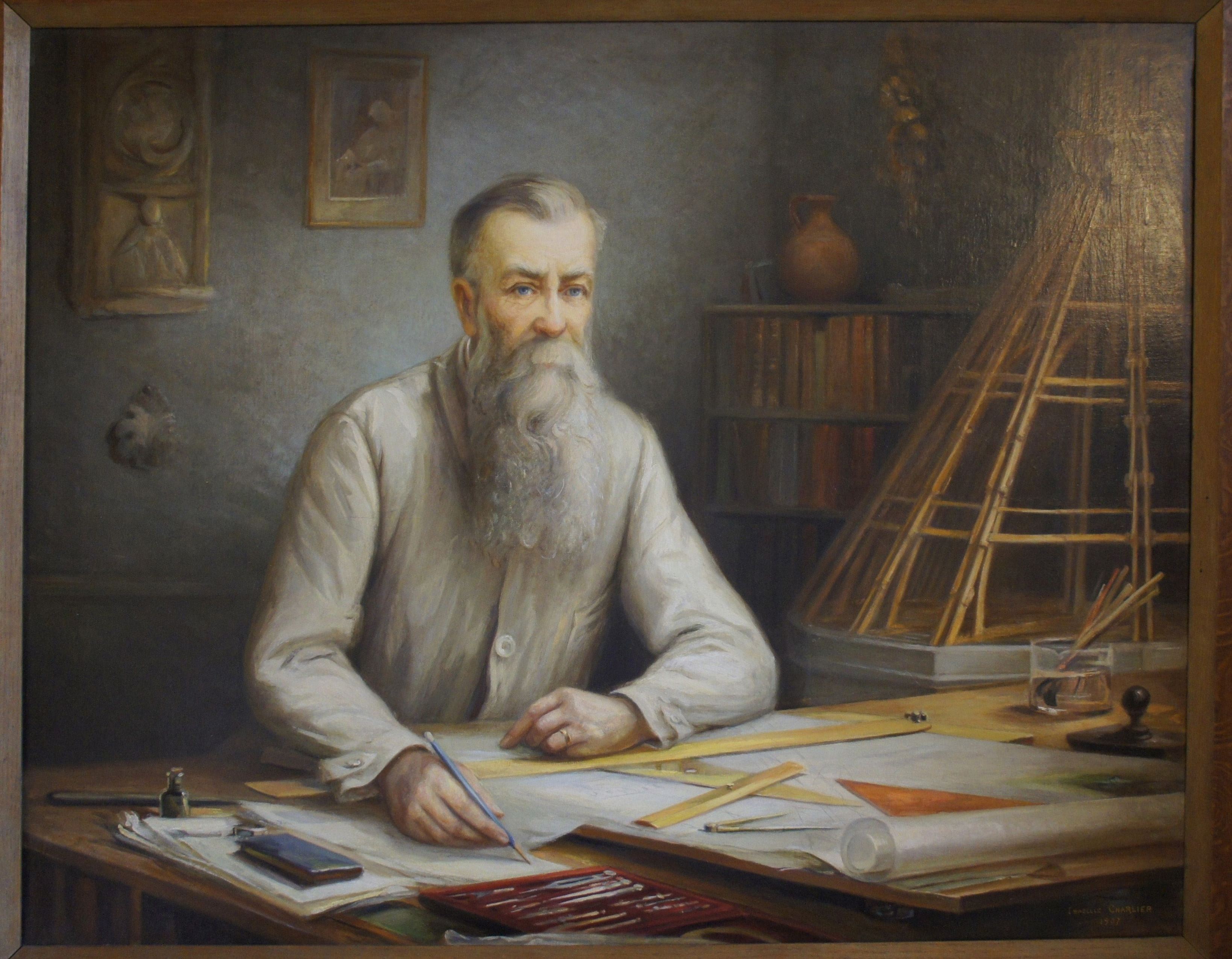
H. Deneux à son atelier

- Henri Deneux dans son atelier d’architecture de la cathédrale de Reims (1937)
- Hôtel de ville de Reims, incendié le 3 mai 1917 (1917)
- La cathédrale de Reims[4]
- Peinture murale dans l’église Saint-Thomas de Reims, œuvre commune d’Anne et de Victor Charlier (son père) (1924)[5]
- Illustration d’un recueil dédié à la figure tutélaire de Jeanne d’Arc, d’Anne et de Victor Charlier (son père)[6].